# Пагаса
Пагаса (греч. Παγασές), Пагасы (др.-греч. Πᾰγᾰσαί, лат. Pagasae) — важный древнегреческий портовый город в области Пеласгиотиде (Πελασγιώτιδα) в Фессалии. Руины города находятся рядом с руинами Деметриады. Расцвет города пришёлся на V—IV века до нашей эры. Служил гаванью для Фер. Единственный используемый порт Фессалии. Располагался на побережье залива Пагаситикоса. Город был вовлечён в военные кампании Филиппа II Македонского.
В греческой мифологии место, где был построен корабль Арго и откуда отправились в плавание аргонавты во главе с Ясоном. Аполлоний Родосский ярко описывает эту постановку в своей «Аргонавтике». Поэтому по преданию назван от др.-греч. πήγνυμι «строить корабли». В поэзии они часто назывались «пагасеи».